# Tyrone Simmons
Tyrone Morse Simmons (Filadelfia, 5 luglio 1949) è un ex schermidore statunitense specializzato del fioretto.

## Biografia
Ha partecipato ai Giochi della XX Olimpiade di Monaco di Baviera nel 1972.

## Palmarès
In carriera ha conseguito i seguenti risultati:
- Giochi Panamericani:

Cali 1971: oro nel fioretto a squadre.